# Karlheinz Schwemmer
Karlheinz Schwemmer (* 14. Juni 1943 in Athen) ist ein ehemaliger deutscher Wasserspringer, der dreimal Deutscher Meister im Turmspringen war.

## Sportliche Karriere
Schwemmer begann bei SV Würzburg 05, 1968 startete er für TuS 04 Leverkusen. 1965 siegte er erstmals bei den Deutschen Meisterschaften. Bei den Olympischen Spielen in Mexiko-Stadt kamen die besten zwölf Springer ins Finale, Schwemmer verpasste als 14. der Qualifikation den Finaleinzug um 0,66 Punkte.
1969 und 1970 gewann Schwemmer erneut den deutschen Meistertitel vom Turm. 1972 bei den Olympischen Spielen in München starteten im Turmspringen wie 1968 Klaus Konzorr, Karlheinz Schwemmer und Bernd Wucherpfennig für die Bundesrepublik Deutschland. Schwemmer belegte in der Qualifikation als bester Springer aus der BRD den 16. Platz.